# Dywizja Piechoty Grafenwöhr
Dywizja Piechoty Grafenwöhr (niem. Infanterie-Division Grafenwöhr) – niemiecka dywizja szkieletowa, sformowana 4 lipca 1944. Składała się z sześciu batalionów grenadierów. Kilka dni później została rozformowana, a żołnierzy dywizji wcielono do 544 Dywizji Grenadierów.
Prawdopodobnym dowódcą dywizji był generał major Werner Ehrig.

## Skład
- pułk grenadierów Grafenwöhr 1
- pułk grenadierów Grafenwöhr 2